# Trompa Tren
Trompa Tren (título original en Portugués: Tromba Trem) es una serie animada brasileña creado por Zé Brandão y producida por Copa Studio, emitida por Cartoon Network, Boomerang y Tooncast para toda Latinoamérica, actualmente está siendo emitida en Disney Channel.

## Argumento
Un grupo de animales formado por Gajah, un elefante indio que perdió la memoria tras un accidente, acaba en el Cerrado brasileño, donde conoce a Duda, una oso hormiguero vegetariano que se convierte en su amigo y en una colonia de termitas, cuya reina se cree de otro planeta. Viajan en un tren de vapor a través de Sudamérica, detrás de una misteriosa aeronave, que la Reina Termita cree que es la "nave nodriza" que llevará a su colonia de regreso a su planeta de origen. En cada episodio conocen un nuevo lugar y nuevos personajes.

## Personajes
- Gajah: Un joven elefante indio de color amarillo con problemas de memoria que quiere volver a su país de origen. Perdido después de un accidente de avión en el medio de la selva amazónica donde quiere entonces viaje en el tren de las termitas próximas a la colonia y el oso hormiguero Duda. Su principal función en el viaje es suministrar el tren con agua, ya que es el único que puede llevar el agua a través de su tronco. Él siempre lleva un turbante que parece flotar por encima de su cabeza. Su voz es hecha por Roberto Rodrigues.

- Duda: Una oso hormiguero vegetariana e hiperactiva. Su color es rojo y lleva gafas gruesas también. Ella es considerada la mejor amiga de Gajah siempre de pie junto a él, incluso cuando él no quiere su presencia. Es alegre y un tanto "infantil" para su edad, y siempre habla con entusiasmo. A veces se pone a perder el control, pero siempre vuelve a la normalidad. Su voz se hace por Mará Kestenberg.

- Reina Termita: La líder de las termitas. Mandona y autoritaria, siempre está dando órdenes y otros molestos principalmente por Gajah ser responsable de mantener la circulación del tren. Se cree que es de otro planeta, tanto que guiar su colonia en tren detrás de una manera de salir de la tierra. Su hijo favorito es Junior. Su voz es hecha por Maria Regina.

- Capitán: Es el que manda la seguridad del tren montículo y pilotos. A menudo resulta ser tan arrogante como la Reina, pero siempre rinde sus órdenes. Se utiliza un parche en el ojo y un sombrero de capitán. El mayor rival de su personal son las hormigas rojas. Su voz se hace por Luca de Castro.

- Junior: Hijo inteligente de la reina. Se parece a un niño a pesar de ser muy inteligente y desarrollado hasta el punto de ser un científico. Es también lo que más demuestra la amistad con Gajah ya diferencia de la Reina y el resto de la colonia muestra más sentido. Utiliza un par de gafas, con un anillo alrededor de la boca (dientes que sirven como un conjunto) y un mechón de hacer el estilo de un nerd. Su voz es hecha por Hugo Souza.

- Urubu: Un buitre púrpura y sabio que sirve como una especie de "guía espiritual" por los consejos que dan Gajah y consejos. Habla con un acento hillbilly y parece no tener "buenos modales". Su voz se hace por Beto Vandesteen.

## Episodios
Su 1.ª temporada se estrenó el 7 de abril de 2011 en los canales TV Brasil y TV Cultura, posteriormente se estrenó en Cartoon Network en febrero de 2012, y en julio de 2013 en Tooncast con transmisión para toda Latinoamérica. El 4 de mayo de 2014 recibió su 2.ª temporada con un nuevo estilo de animación. En otros países, la serie tiene la licencia del distribuidor británico Cake Entertainment con el título en inglés Trunk Train.
| Temporada | Temporada | Episodios | Brasil                  | Brasil              | Latinoamérica | Latinoamérica |
| Temporada | Temporada | Episodios | Comienzo                | Final               | Comienzo      | Final         |
| --------- | --------- | --------- | ----------------------- | ------------------- | ------------- | ------------- |
|           | 1         | 13        | 17 de abril de 2011     | 1 de abril de 2012  | TBA           | TBA           |
|           | 2         | 13        | 4 de mayo de 2014       | 27 de julio de 2014 | TBA           | TBA           |
|           | 3         | 26        | 5 de septiembre de 2016 | 7 de enero de 2017  | TBA           | TBA           |

### Película
En 2014, Zé Brandão confirmó que se estaba desarrollando el guion de una película basada en la serie. La película ganó un adelanto el 21 de octubre de 2021, Tromba Trem: La película llegó a los cines el 7 de septiembre de 2022.